# Osman Chávez
Osman Danilo Chávez Güity (Santa Fé, 29 juli 1984) is een voormalig Hondurees voetballer die doorgaans speelde als centrale verdediger. Tussen 2004 en 2017 was hij actief voor Platense, Motagua, Wisła Kraków, Qingdao Jonoon, opnieuw Platense, España en Vida. Chávez maakte in 2008 zijn debuut in het Hondurees voetbalelftal en kwam uiteindelijk tot zesenvijftig interlands.

## Clubcarrière
Chávez speelde in de jeugdopleiding van Platense en ze debuteerde voor die club op 7 oktober 2004, tijdens een wedstrijd tegen Municipal Valencia. Tijdens het seizoen 2007/08 werd hij verhuurd aan CD Motagua. Het seizoen erop keerde hij terug Platense omdat de clubs het niet eens werden over een transfersom. In 2009 was de Hondurees op proef bij Tottenham Hotspur en Celtic, maar tot een contract leidde het niet. Op 8 augustus 2010 tekende Chávez een verbintenis bij het Poolse Wisła Kraków. In zijn eerste seizoen bij de club kroonde Wisła zich tot landskampioen van Polen. Na het seizoen verlengde de verdediger zijn contract met vijf jaar. Op 28 februari 2014 werd Chávez voor de duur van negen maanden verhuurd aan Qingdao Jonoon. In 2015 verliet hij Polen voor Platense, wat hij na een halfjaar weer inruilde voor España. In januari 2017 verkaste Chávez naar Vida. Na een half jaar bij die club te hebben gespeeld, stopte de verdediger als professioneel voetballer.

## Interlandcarrière
Chávez debuteerde in het Hondurees voetbalelftal op 6 februari 2008. Op die dag werd een vriendschappelijke wedstrijd tegen Paraguay met 2–0 gewonnen. Hij kwam tevens voor Honduras uit tijdens het WK 2010 in Zuid-Afrika. Hier speelde hij alle drie de poulewedstrijden, tegen Chili, Spanje en Zwitserland.